# Eichholz (Marschacht)
Eichholz ist ein Ortsteil der niedersächsischen Gemeinde Marschacht in der Samtgemeinde Elbmarsch.

## Geographie
Eichholz liegt drei Kilometer südlich vom Kernort Marschacht entfernt an der K81. Westlich verläuft die Trasse der Bundesstraße 404. Die Elbe fließt nördlich in vier Kilometer Entfernung.

## Geschichte
Im Jahre 1300 wird Eichholz erstmals urkundlich erwähnt. So habe ein Marquardus de Ekholte nach Lüneburg geheiratet. 1757 während des Siebenjährigen Krieges marschierten die Franzosen von Harburg nach Artlenburg, um dort die Furt zu nutzen. Ein in Eichholz gefundenes Bajonett beweist den Marsch durch Eichholz. Vom 21. April bis Mitte Mai 1945 wurde Eichholz geräumt. Grund war die Einschlaggefahr englischer Artilleriegeschütze aus dem Raum Rottorf auf deutsche Truppen, welche sich in Geesthacht festgesetzt hatten. 1911/1912 wurde die Bahnstrecke Winsen–Niedermarschacht gebaut, auf welcher bis 1968 täglich Reisezüge verkehrten. Heute fahren dort nur noch wöchentlich Güterzüge. Im Jahre 1987 wurde unter Mitwirken fast aller Eichholzer ein Dorfhaus errichtet. Das letzte Milchvieh in Eichholz wurde 1989 abgeschafft.

### Einwohnerentwicklung
| Jahr | Einwohner | Quelle |
| ---- | --------- | ------ |
| 1823 | 48        | [ 3 ]  |
| 1871 | 61        | [ 3 ]  |
| 1925 | 57        | [ 3 ]  |
| 1950 | 96        | [ 4 ]  |
| 1956 | 76        | [ 4 ]  |
| 2022 | 118 ¹     | [ 1 ]  |

¹ zum 31. Dezember
|  |

## Politik
Bis zu der Gemeindereform vom 1. Juli 1972 war Eichholz eine eigene Gemeinde mit eigenem Bürgermeister. Seit diesem Datum gehört Eichholz als Ortsteil zu Marschacht. Die letzte Sitzung des eigenständigen Gemeinderates fand am 23. Juni 1972 statt. Bis zur Kommunalwahl am 22. Oktober 1972 fungierte ein Interimsrat aus ehemaligen Ratsmitgliedern der Ortsteile.
Bürgermeister/-innen 1945–1972
| Name              | Zeitraum  | Bemerkung                   |
| ----------------- | --------- | --------------------------- |
| Robert Meyn sen.  | bis 1951  | –                           |
| Robert Meyn jun.  | 1951–1966 | –                           |
| Gereon Kaesmacher | 1966–1972 | bis zur Gemeindereform 1972 |

## Baudenkmale
In der Liste der Baudenkmale in Marschacht sind für Eichholz vier Baudenkmale aufgeführt.